# Бон-Ейр (Алабама)
Бон-Ейр (англ. Bon Air) — місто (англ. town) у США, в окрузі Талладіга штату Алабама. Населення — 172 особи (2020).

## Географія
Бон-Ейр розташований за координатами 33°15′33″ пн. ш. 86°19′38″ зх. д. / 33.25917° пн. ш. 86.32722° зх. д. (33.259077, -86.327288).  За даними Бюро перепису населення США в 2010 році місто мало площу 3,45 км², з яких 3,44 км² — суходіл та 0,02 км² — водойми.

### Клімат
| Клімат : Бон-Ейр      | Клімат : Бон-Ейр | Клімат : Бон-Ейр | Клімат : Бон-Ейр | Клімат : Бон-Ейр | Клімат : Бон-Ейр | Клімат : Бон-Ейр | Клімат : Бон-Ейр | Клімат : Бон-Ейр | Клімат : Бон-Ейр | Клімат : Бон-Ейр | Клімат : Бон-Ейр | Клімат : Бон-Ейр | Клімат : Бон-Ейр |
| Показник              | Січ.             | Лют.             | Бер.             | Квіт.            | Трав.            | Черв.            | Лип.             | Серп.            | Вер.             | Жовт.            | Лист.            | Груд.            | Рік              |
| Середній максимум, °C | 13,3             | 16,1             | 21,1             | 25,6             | 28,9             | 32,2             | 33,3             | 33,3             | 30,6             | 25,6             | 20,0             | 15,0             | 24,4             |
| Середній мінімум, °C  | 0,0              | 1,7              | 5,6              | 9,4              | 13,9             | 18,3             | 20,0             | 19,4             | 16,1             | 9,4              | 4,4              | 1,1              | 10,0             |
| Норма опадів, мм      | 140              | 137              | 160              | 122              | 114              | 107              | 117              | 99               | 107              | 81               | 104              | 122              | 1410             |
| --------------------- | ---------------- | ---------------- | ---------------- | ---------------- | ---------------- | ---------------- | ---------------- | ---------------- | ---------------- | ---------------- | ---------------- | ---------------- | ---------------- |
| Джерело: Weatherbase  |                  |                  |                  |                  |                  |                  |                  |                  |                  |                  |                  |                  |                  |

## Демографія

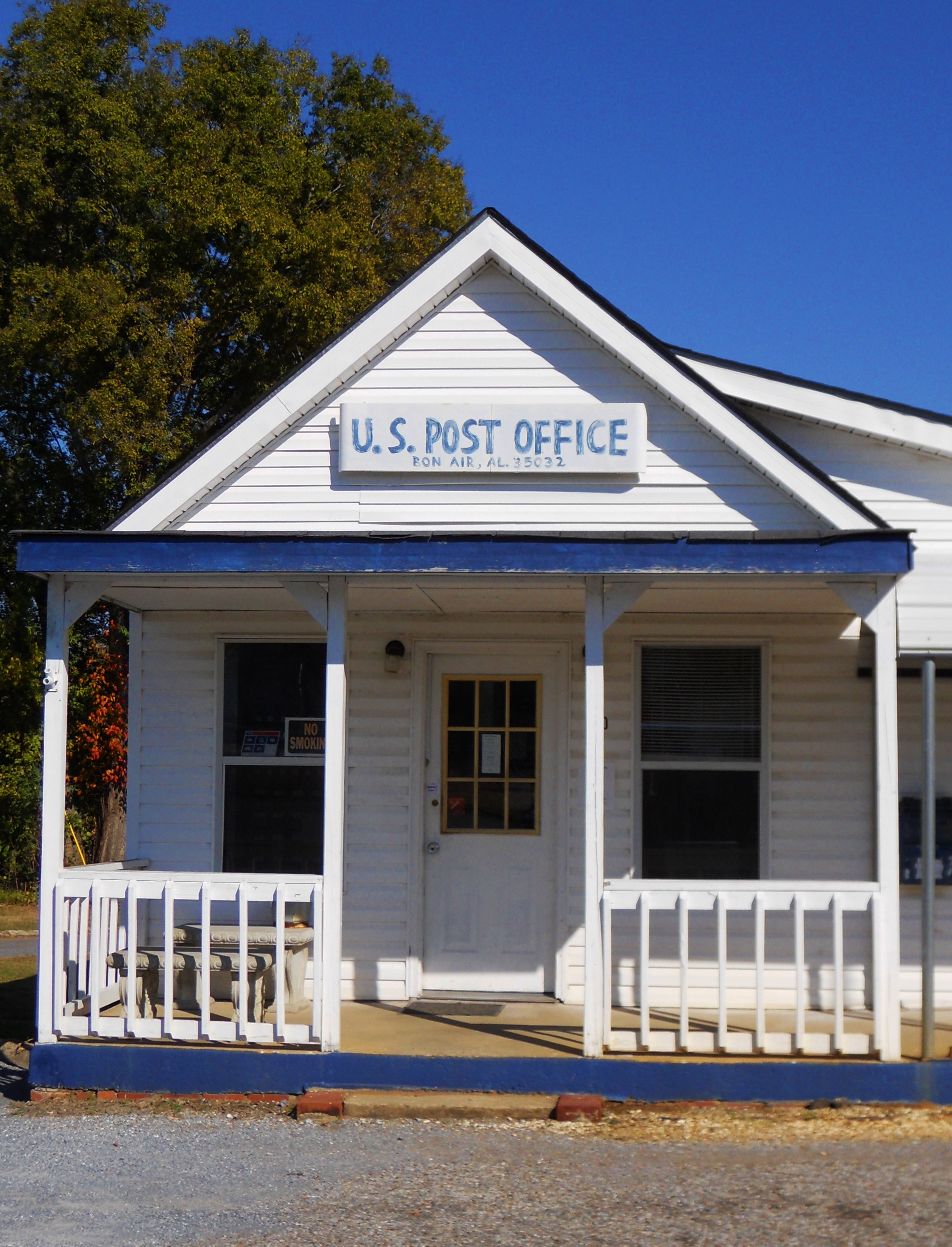
Поштове відділення

Згідно з переписом 2010 року, у місті мешкало 116 осіб у 48 домогосподарствах у складі 33 родин. Густота населення становила 34 особи/км².  Було 59 помешкань (17/км²).
Расовий склад населення:
| - 80,2 % — білих - 6,9 % — чорних або афроамериканців - 2,6 % — корінних американців - 3,4 % — осіб інших рас |

До двох чи більше рас належало 6,9 %. Частка іспаномовних становила 2,6 % від усіх жителів.
За віковим діапазоном населення розподілялося таким чином: 25,0 % — особи молодші 18 років, 63,8 % — особи у віці 18—64 років, 11,2 % — особи у віці 65 років та старші. Медіана віку мешканця становила 38,5 року. На 100 осіб жіночої статі у місті припадало 84,1 чоловіків;  на 100 жінок у віці від 18 років та старших — 81,2 чоловіків також старших 18 років.
Середній дохід на одне домашнє господарство  становив 27 379 доларів США (медіана — 23 750), а середній дохід на одну сім'ю — 30 654 долари (медіана — 26 875). За межею бідності перебувало 47,6 % осіб, у тому числі 68,6 % дітей у віці до 18 років та 12,5 % осіб у віці 65 років та старших.
Цивільне працевлаштоване населення становило 27 осіб. Основні галузі зайнятості: освіта, охорона здоров'я та соціальна допомога — 33,3 %, будівництво — 22,2 %, транспорт — 14,8 %, науковці, спеціалісти, менеджери — 11,1 %.